# Шмідтівське газове родовище
Шмідтівське газове родовище — належить до Причорноморсько-Кримської нафтогазоносної області Південного нафтогазоносногу регіону України. 

## Опис
Розташоване на шельфі Чорного моря в Південно-Каркінітській тектонічній зоні Каркінітсько-Північно-Кримського прогину. Виявлене в 1962-1964 рр. Газоносні три піщано-алевритові горизонти у верхній частині середнього майкопу. Родовище багатопластове. 
Поклади пластові склепінчасті. Режим Покладів газовий і пружноводонапірний. Колектори порові і порово-тріщинні. Газоконденсатні скупчення належать до нижнього палеоцену та Маастрихту і пов'язані з тріщинно-поровими карбонатними колекторами масивно-пластового типу. Запаси початкові видобувні категорій А+В+С1 — 2729 млн м³. 